# فرانك ماكدويل ليفيت
فرانك ماكدويل ليفيت (بالإنجليزية: Frank McDowell Leavitt)‏ هو مهندس ومخترع أمريكي، ولد في 1856 في أثينس في الولايات المتحدة، وتوفي في 1928 في سكيرديل في الولايات المتحدة.